# Rosaura (nome)
Rosaura  è un nome proprio di persona italiano femminile.

## Varianti
- Ipocoristici: Rosa, Aura
- Maschili: Rosauro[1]

## Origine e diffusione

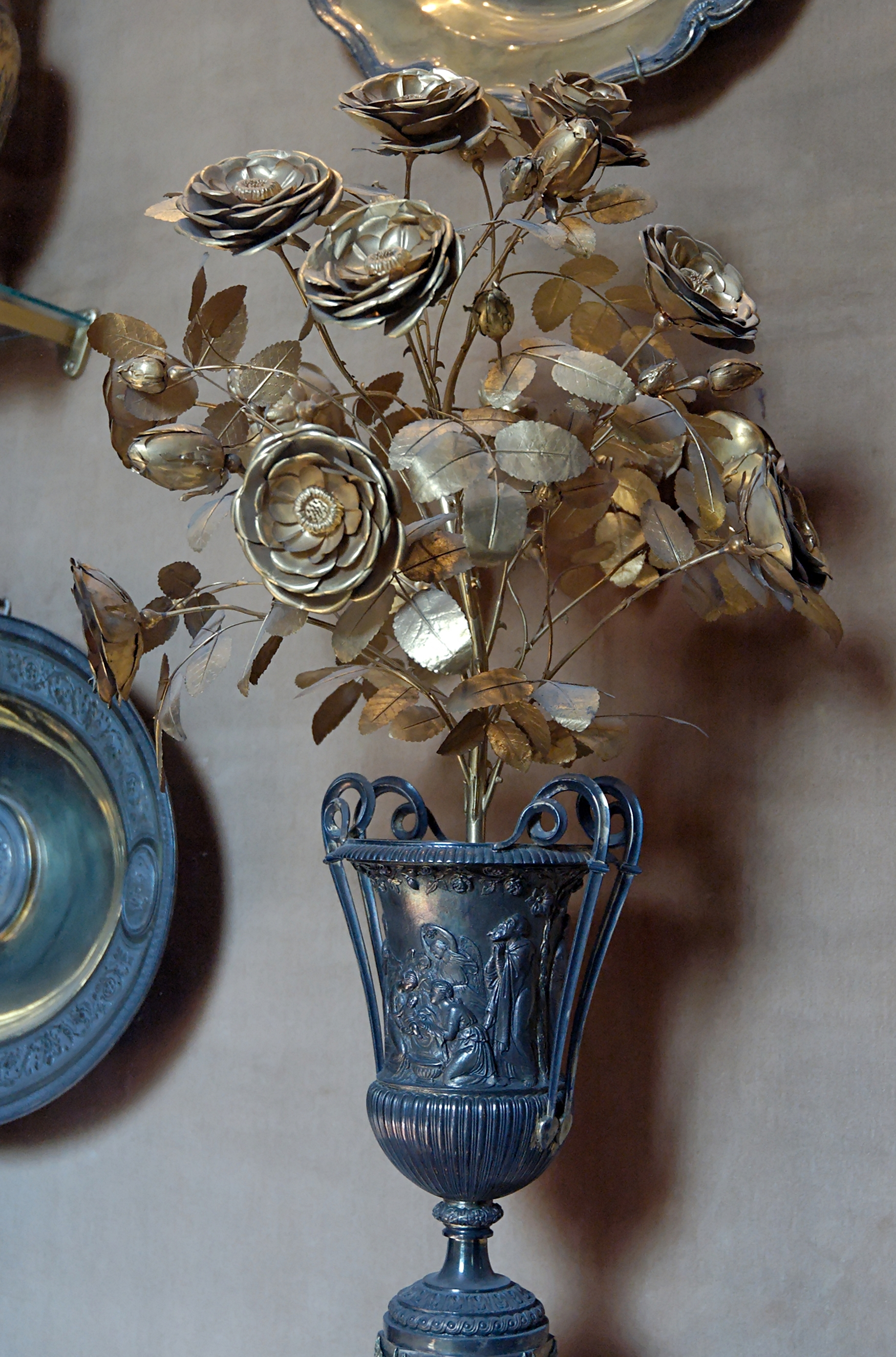
Una rosa d'oro conservata nella Biblioteca apostolica vaticana

Riprende il nome di Rosaura, la figura dell'innamorata nella commedia dell'arte, protagonista tra l'altro de La vedova scaltra del 1748. È composto da termini italiani o latini "rosa" (il fiore) e "aurea" (ossia "dorata"), con il significato complessivo di "rosa d'oro", "rosa dorata", simile a quello del nome Crisante. In ambito cristiano può anche fare riferimento alla rosa d'oro, segno di particolare distinzione che i papi consegnavano a chi aveva operato in favore del cristianesimo. 
Negli anni 1970 era attestato, con circa quattrocento occorrenze (e una cinquantina della forma maschile), prevalentemente nel Nord Italia, e con meno frequenza anche al Centro.

## Onomastico
Il nome è adespota, ovvero non è portato da alcuna santa; l'onomastico può essere festeggiato in occasione di Ognissanti, il 1º novembre.

## Persone
- Rosaura López, scrittrice spagnola
- Rosaura Sánchez, cestista spagnola